# .bo
.bo es el dominio de nivel superior geográfico (ccTLD) para Bolivia y es administrado por NIC Bolivia dependiente de la Agencia para el Desarrollo de la Sociedad de la Información en Bolivia (ADSIB)

## Dominios de Segundo Nivel
- .bo - Cualquier Entidad, Persona natural o jurídica ya sea nacional o extranjera

## Dominios de Tercer Nivel
- com.bo - Empresas Comerciales
- net.bo - Proveedores de Servicios de Internet
- org.bo - Organizaciones
- tv.bo - Empresas o programas de Televisión
- mil.bo - Dependencias de las Fuerzas Armadas de Bolivia
- int.bo - Embajadas, consulados, o representaciones Internacionales
- gob.bo - Instituciones gubernamentales Nacionales, Departamentales y Municipales en Bolivia
- edu.bo - Instituciones u organismos de carácter educativo en Bolivia

## Nombre de Dominio de Tercer Nivel Restringidos
- edu.bo : Este sub Dominio sólo se otorgará a instituciones u organismos de carácter educativo en Bolivia, debiéndose presentar ante el Administrador una carta membretada y firmada por la Máxima Autoridad de la institución educativa solicitando el registro del Nombre de Dominio

- gob.bo : Este sub Dominio sólo se otorgará a las instituciones gubernamentales Nacionales, Departamentales y Municipales en Bolivia, debiéndose presentar ante el Administrador, la norma de creación de la institución, y una carta membretada y firmada por la Máxima Autoridad Ejecutiva de la institución solicitando el registro del Nombre de Dominio.

- mil.bo : Este sub Dominio sólo se otorgará a las dependencias de las Fuerzas Armadas de Bolivia, debiéndose presentar ante el Administrador una carta membretada y firmada por la Máxima Autoridad Ejecutiva de la Institución solicitando el registro del Nombre de Dominio.

- int.bo : Este sub Dominio sólo se otorgará a embajadas, consulados, o representaciones Internacionales, debiéndose presentar ante el Administrador una carta membretada y firmada por la Máxima Autoridad de la Institución solicitando el registro del Nombre de Dominio.